# 永井真里子
永井真里子（日语：／ Nagai Mariko，1月3日—）是日本的女性聲優，神奈川縣出身。隸屬於賢Production。

## 人物
School Duo第16期生。

## 演出作品
※粗體字為主要角色。

### 電視動畫
2017年
- KiraKira☆光之美少女 A La Mode（晶的崇拜者、店員、養蜂家夫人、看護師、女孩子、男孩子）
- 我的英雄學院 第2期（笑話小姐）
- 便利商店情人（三島秋良、女學生、浴衣女子、選管女子、橋本）
- 夢幻慶典R（歌迷、女性）
- 如果有妹妹就好了。（中學時代的友人）

2018年
- 我的英雄學院 第3期（笑話小姐）
- 進擊的巨人 Season3（小孩）
- 傀儡馬戲團（才賀善治的女僕、女高中生、法蘭西奴的弟弟、哈娜、逃走的少女）
- 學園BASARA（女孩子1）

2019年
- 花牌情緣3（富士崎女子社員、學生、觀眾、K大歌牌社成員）
- 寶可夢 旅途（同學）

2020年
- 花牌情緣3（東大生、女子、塾女子）
- SHOW BY ROCK!! 活力棉花糖!!（記者）
- 寶可夢 旅途（訓練家的女友、女童）
- 進擊的巨人 Final Season（孩子們）

2021年
- 進擊的巨人 Final Season（芬妮·戴巴、路易潔、孩子）
- SK∞（女大學生、少年愛之介、觀眾）
- 七騎士 革命 -英雄的繼承者-（學生）
- 通靈王（第2作）（米涅·蒙哥馬利）

2022年
- 寶可夢 旅途（啪咚猴、皮皮）
- VAZZROCK THE ANIMATION（工作人員C）
- IDOLiSH7 Third BEAT!（女性A）
- 寶可夢 旅途 遙遠青空（猴怪）

2023年
- 寶可夢 旅途 目標是寶可夢大師（喇叭芽、小孩、女性）
- 寶可夢 地平線（訓練家）
- MF GHOST 燃油車鬥魂（若菜）
- 希望之力～成年光之美少女'23～（學生、關根）

2024年
- 愚蠢天使與惡魔共舞（四重奏A）
- 北海道辣妹金古錐（飛鳥[3]）
- 偶像大師 閃耀色彩（西城樹里[4]）
- 我的英雄學院 第7期（笑話小姐）
- 偶像大師 閃耀色彩 2nd season（西城樹里[5]）

### 劇場版動畫
2017年
- 電影 KiraKira☆光之美少女 A La Mode 華麗！回憶的千層酥！

### 遊戲
2018年
- 偶像大師 閃耀色彩（西城樹里[6]）

2019年
- 寶可夢大師（鬥子）

2021年
- Crash Fever（露琪雅）

### 廣播節目
- 偶像大師 閃耀色彩 振翅電台（2018年－，Asobi Store）每周輪替主持

## 音樂CD

### 角色歌
| 發售日   | 商品名稱                                                                   | 演唱名義               | 歌曲                                            | 備註                              |
| 2018年   | 2018年                                                                     | 2018年                 | 2018年                                          | 2018年                            |
| -------- | -------------------------------------------------------------------------- | ---------------------- | ----------------------------------------------- | --------------------------------- |
| 6月6日   | THE IDOLM@STER SHINY COLORS BRILLI@NT WING 01「Spread the Wings!!」        | 閃耀色彩               | 「Spread the Wings!!」 「Multicolored Sky」     | 遊戲《偶像大師 閃耀色彩》主題曲   |
| 9月5日   | THE IDOLM@STER SHINY COLORS BRILLI@NT WING 04                              | 放學後頂點女孩         | 「」                                            | 遊戲《偶像大師 閃耀色彩》相關歌曲 |
| 12月19日 | THE IDOLM@STER SHINY COLORS SE@SONAL WINTER                                | 閃耀色彩               | 「SNOW FLAKES MEMORIES」 「Let's get a chance」 | 遊戲《偶像大師 閃耀色彩》相關歌曲 |
| 2019年   |                                                                            |                        |                                                 |                                   |
| 3月9日   | THE IDOLM@STER SHINY COLORS SOLO COLLECTION -1stLIVE FLY TO THE SHINY SKY- | 西城樹里（永井真里子） | 「」                                            | 遊戲《偶像大師 閃耀色彩》相關歌曲 |
| 4月10日  | THE IDOLM@STER SHINY COLORS FR@GMENT WING 01                               | 閃耀色彩               | 「Ambitious Eve」 「」                          | 遊戲《偶像大師 閃耀色彩》相關歌曲 |
| 7月10日  | THE IDOLM@STER SHINY COLORS FR@GMENT WING 04                               | 放學後頂點女孩         | 「」 「」 「Ambitious Eve」                     | 遊戲《偶像大師 閃耀色彩》相關歌曲 |

### 组合成员
1. 1 2  櫻木真乃（關根瞳）、風野燈織（近藤玲奈）、八宮繚（峯田茉優）、月岡戀鐘（礒部花凜）、田中摩美美（菅沼千紗）、白瀨咲耶（八卷安奈）、三峰結華（成海瑠奈）、幽谷霧子（結名美月）、小宮果穗（河野日和）、園田智代子（白石晴香）、西城樹里（永井真里子）、杜野凜世（丸岡和佳奈）、有栖川夏葉（涼本秋穗）、大崎甘奈（黑木穗乃香）、大崎甜花（前川涼子）、桑山千雪（芝崎典子）
2. 1 2  小宮果穗（河野日和）、園田智代子（白石晴香）、西城樹里（永井真里子）、杜野凜世（丸岡和佳奈）、有栖川夏葉（涼本秋穗）
3. ↑  櫻木真乃（關根瞳）、風野燈織（近藤玲奈）、八宮繚（峯田茉優）、月岡戀鐘（礒部花凜）、田中摩美美（菅沼千紗）、白瀨咲耶（八卷安奈）、三峰結華（成海瑠奈）、幽谷霧子（結名美月）、小宮果穗（河野日和）、園田智代子（白石晴香）、西城樹里（永井真里子）、杜野凜世（丸岡和佳奈）、有栖川夏葉（涼本秋穗）、大崎甘奈（黑木穗乃香）、大崎甜花（前川涼子）、桑山千雪（芝崎典子）、芹澤朝日（田中有紀）、黛冬優子（幸村惠理）、和泉愛依（北原沙彌香）

## 外部連結
- 事務所官方簡歷 （页面存档备份，存于）（日語）
- 永井真里子的X（前Twitter）（日語）